# 살라스필스

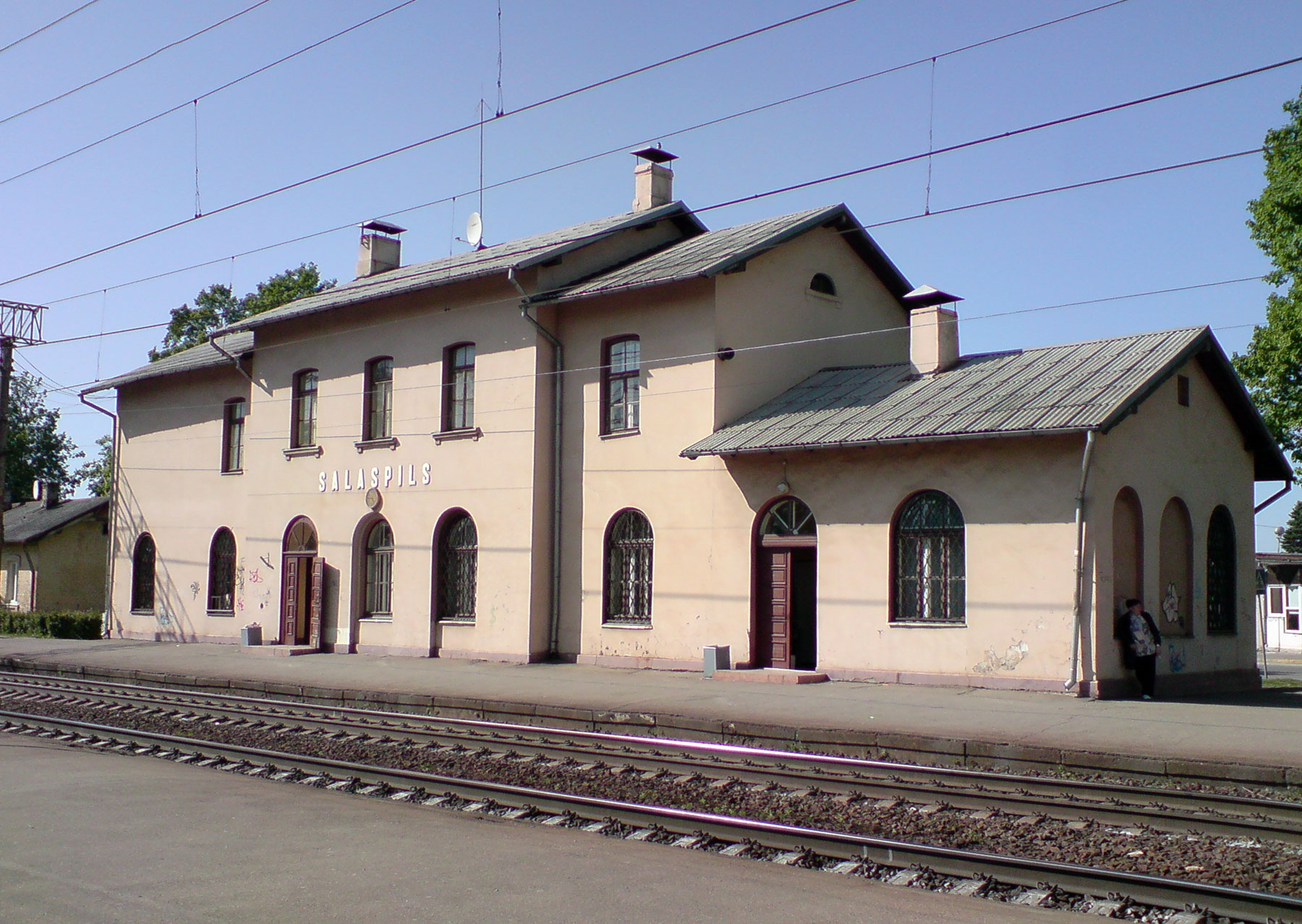
살라스필스 역

살라스필스(라트비아어: Salaspils, 독일어: Kirchholm 키르홀름[*])는 라트비아 중부에 위치한 도시로 살라스필스 시의 행정 중심지이며 면적은 12km2, 인구는 17.621명 (2016), 인구 밀도는 173명/km2이다. 다우가바강 북안과 접하며 리가에서 남동쪽으로 18km 정도 떨어진 곳에 위치한다. 1186년 도시 지위를 부여받았다.

## 외부 링크

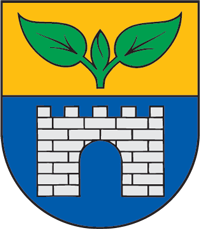
시 문장

## 같이 보기
- 키르홀름 전투